# 名古屋市立明正小学校
名古屋市立明正小学校（なごやしりつ めいせいしょうがっこう）は、名古屋市中川区戸田明正三丁目にある公立小学校。

## 歴史
全部で40棟で構成される名古屋市営戸田荘の中央部分に、1970年（昭和45年）名古屋市立戸田小学校の分校として設置された。1973年（昭和48年）に名古屋市立明正小学校として独立を果たしている。
学校は名古屋市の最西に位置することから「名西」と命名する案が出されたものの、既存の学校との同名衝突を避けるため、読みだけを残した「明正」と名付けられたという。

### 児童数の変遷
『愛知県小中学校誌』（2018年）によると、児童数の変遷は以下の通りである。
| 1973年（昭和48年） | 603人  |  |
| 1977年（昭和52年） | 1054人 |  |
| 1987年（昭和62年） | 475人  |  |
| 1997年（平成9年）  | 361人  |  |
| 2007年（平成19年） | 273人  |  |
| 2017年（平成29年） | 272人  |  |

## 通学区域
所管する名古屋市教育委員会は、2018年（平成30年）9月1日現在、中川区のうち、戸田明正一丁目の一部および戸田明正二丁目・戸田明正三丁目の全域を通学区域として指定している。
学区は、名古屋市営戸田荘を中心とするごく狭い地域をその範囲としている。
また、卒業後の進学先は名古屋市立富田中学校となっている。

## 交通アクセス
- 名古屋市営バス戸田荘停留所が最寄りのバス停である[WEB 1]。

## 著名な出身者
- 祖父江大輔 - 中日ドラゴンズ所属のプロ野球選手（投手）[新聞 1]

### WEB
1. 1 2  名古屋市役所教育委員会事務局総務部企画経理課企画統計係 (2018年9月18日). “中川区の小・中学校一覧”.   名古屋市. 2018年11月14日閲覧。
2. ↑  名古屋市教育委員会事務局総務部教育環境計画室計画係 (2018年9月1日). “名古屋市立小・中学校の通学区域一覧（中川区）” (PDF).   名古屋市. 2018年11月15日閲覧。
3. ↑  名古屋市教育委員会事務局総務部教育環境計画室計画係 (2018年4月1日). “名古屋市立中学校区一覧（小→中）” (PDF).   名古屋市. 2018年11月15日閲覧。

### 新聞
1. ↑  「祖父江、母校・名古屋の明正小へ折り鶴の恩返し」『中日スポーツ』2017年12月13日。2018年11月16日閲覧。

### 文献
1. 1 2 3 4  中川区制50周年記念誌編集委員会 1987, p. 424.
2. ↑  六三制教育七十周年記念 愛知県小中学校誌 合同記念誌編集特別委員会 2018, p. 229.